# ロス・デル・リオ

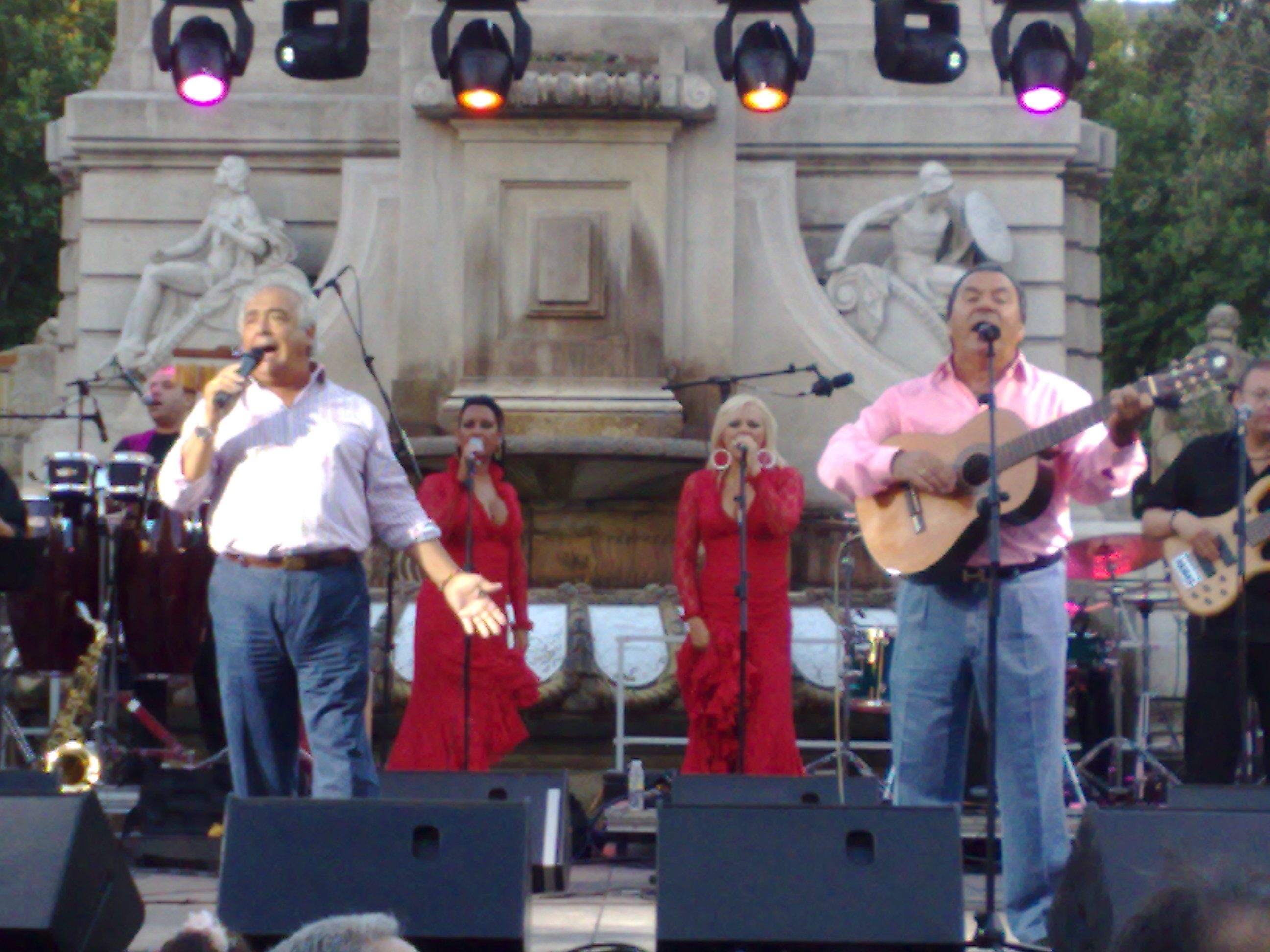
ロス・デル・リオ

ロス・デル・リオ（Los del Rio）はスペインセビリア県ドス・エルマーナス市出身の男性2人組の歌手。

## 来歴・人物
1962年、靴屋で働くアントニオ・ロメロ・モンヘとバルで働くラファエル・ルイスが友人たちに勧められデュオを組む。1963年、『Los Rios』という名前でラジオ番組に出演した。1966年、初のレコードを出す。その後名前を現在の『Los del Rio』に変更した（故郷を流れるグアダルキビール川に敬意を表すため、改名の際名前に「川」という意味の「Rio」を入れた）。
1993年に発売された『恋のマカレナ』は1996年に世界的な大ヒットとなり、セクシーに腰を動かす『マカレナダンス』もアメリカを中心に世界的に話題になった。NBA等では自身の応援するチームがポイントを取った時などにチアなどが披露する事が多い。

## メンバー
- アントニオ・ロメロ・モンヘ
- ラファエル・ルイス

## ディスコグラフィ

### アルバム
- A mí me gusta（1994年）
- Calentito（1995年）
- Macarena Non Stop（1996年）
- Fiesta Macarena（1997年）
- Baila（1999年）
- Río de sevillanas（2003年）
- P'alante（2003年）

### シングル
- Macarena（邦題：恋のマカレナ）
  - 1996年、Billboard Hot 100で当時の歴代2位タイとなる14週連続1位を達成している。
- A mí me gusta
- Macarena (Bayside Boys Mix)
- Macarena Non Stop
- Macarena Christmas
  - 「Macarena」の間奏に「もろびとこぞりて」「ジングル・ベル」「赤鼻のトナカイ」「ホワイト・クリスマス」「オールド・ラング・サイン」（「蛍の光」の原曲）の一部が挿入される。
- 他